# Evangelický kostel (Třebechovice pod Orebem)
Evangelický kostel v Třebechovicích pod Orebem je novorománská stavba vystavěná církví helvétského vyznání v roce 1877 (podle některých zdrojů však až roku 1880). Je umístěn ve frontě domů na severní straně tamního náměstí Tomáše Garrigua Masaryka. Kostel zbudoval stavitel A. Nový z Rychnova nad Kněžnou.
Dnes vedle bohoslužebných účelů slouží kostel též pro pořádání představení dětí místní základní školy či zdejší základní umělecké školy, výstavy obrázků, koncerty hudebních těles či setkání v adventu.

## Vybavení kostela
Prostorný a zdobený kostel má obou bočních stranách bohoslužebné místnosti galerie a vpředu v apsidě mezi dvěma vysokými románskými okny v ose modlitebního prostoru je umístěna kazatelna, do níž je umožněn přístup z obou stran. Před kazatelnou – opět v ose kostela – je situován stůl Páně. Všechna tato díla byla zhotovena třebechovickým řezbářem Janem Podstatou, který byl předobrazem postavy truhláře na Třebechovickém betlémě a zároveň pro betlém dělal i některé jeho kulisy. Součástí mobiliáře kostela jsou též dřevěné lavice a varhany z roku 1906. Roku 1915 u příležitosti 500 let od upálení mistra Jana Husa byly na kostelní věž pořízeny tři zvony.